# Hideki Okada
 (juillet 2025).
Si vous disposez d'ouvrages ou d'articles de référence ou si vous connaissez des sites web de qualité traitant du thème abordé ici, merci de compléter l'article en donnant les références utiles à sa vérifiabilité et en les liant à la section « Notes et références ».
Hideki Okada (岡田 秀樹, Okada Hideki), né le 28 novembre 1958 à Okayama au Japon, est un ancien pilote de course automobile international japonais.

## Palmarès

### Résultats aux24 heures du Mans
| Année | Écurie                | Copilotes                               | Voiture        | Classe | Tours | Pos. | Class Pos. |
| ----- | --------------------- | --------------------------------------- | -------------- | ------ | ----- | ---- | ---------- |
| 1987  | Kouros Racing         | Mike Thackwell Henri Pescarolo          | Sauber C9      | C1     | 123   | Abd. | Abd.       |
| 1988  | Kenwood Kremer        | Kunimitsu Takahashi Bruno Giacomelli    | Porsche 962CK6 | C1     | 370   | 9e   | 9e         |
| 1989  | Porsche Kremer Racing | George Fouché Masanori Sekiya           | Porsche 962CK6 | C1     | 42    | Abd. | Abd.       |
| 1990  | Porsche Kremer Racing | Kunimitsu Takahashi Sarel van der Merwe | Porsche 962CK6 | C1     | 279   | 24e  | 20e        |
| 1994  | Kremer Honda Racing   | Philippe Favre (en) Kazuo Shimizu       | Honda NSX      | GT2    | 240   | 16e  | 7e         |
| 1995  | Honda Motor Co. Ltd.  | Philippe Favre (en) Naoki Hattori       | Honda NSX GT1  | GT1    | 121   | N.c. | N.c.       |